# Bombay Bicycle Club
Bombay Bicycle Club sind eine vierköpfige Indie-Rockband aus London (Crouch End), England. Die Band wurde im Jahr 2005 gegründet und setzt sich aus Jack Steadman (Gesang, Gitarre, Xylophon), Jamie MacColl (Gitarre, Gesang), Ed Nash (Bass, Keyboard, Gesang) und Suren de Saram (Schlagzeug, Gitarre, Gesang) zusammen.

## Bandgeschichte
Steadman, MacColl und de Saram gründeten eine Band namens The Canals, als sie 15 Jahre alt waren. Sie änderten jedoch ihren Namen zu Bombay Bicycle Club, eine (in London) bekannte indische Kette von Gastronomieunternehmen. Nash stieß im darauffolgenden Jahr dazu und sie fingen an, in kleinen Londoner Clubs zu spielen. Die Band eröffnete 2006 das V Festival, nachdem sie im gleichen Jahr den Road to V-Wettbewerb gewonnen hatten. Im Mai 2007 kürte die britische Rockzeitschrift NME Bombay Bicycle Club zu den besten Newcomern. Bombay Bicycle Club sei „die beste englische Newcomer-Band seit vielen Jahren“, schrieb Eric Pfeil 2010 nach einem Konzert der Band in der Kölner Werkstatt.
Im Januar 2016 kündigte die Band auf Twitter eine Auszeit auf unbestimmte Zeit an, damit sich die Bandmitglieder anderen Projekten widmen können. Am 14. Januar 2019 erklärte die Band auf Twitter die Auszeit für beendet und erklärte, an neuen Material zu arbeiten und kündigte eine neue Tour an. Im August 2019 kam dann nach mehreren Jahren Funkstille die neue Single „Eat, Sleep, Wake (Nothing But You)“ heraus, mit welcher die Band ihr Comeback in die Indieszene feiert.

## Diskografie

### Alben
- 2009: I Had the Blues But I Shook Them Loose
- 2010: Flaws
- 2011: A Different Kind of Fix
- 2014: So Long, See You Tomorrow
- 2020: Everything Else Has Gone Wrong
- 2023: My Big Day

### EPs
- 2007: The Boy I Used to Be
- 2007: How We Are EP
- 2010: iTunes Festival: London 2010

### Singles
- 2008: Evening/Morning
- 2009: Always Like This
- 2009: Dust on the Ground
- 2009: Magnet
- 2009: Always Like This
- 2010: Ivy & Gold / Flaws
- 2010: Rinse Me Down
- 2011: Shuffle
- 2011: Lights Out, Words Gone
- 2012: Leave It
- 2012: How Can You Swallow So Much Sleep
- 2012: Beg
- 2013: Carry Me
- 2014: Luna
- 2014: Feel
- 2014: Come To
- 2014: Home by Now
- 2019: Eat, Sleep, Wake (Nothing But You) (UK: Silber)